# 埃切瓦里亚
埃切瓦里亚（西班牙語：Echevarría）是西班牙巴斯克自治区比斯开省的一个市镇。总面积18平方公里，总人口798人（2001年），人口密度44人/平方公里。